# Schwarze Sapote

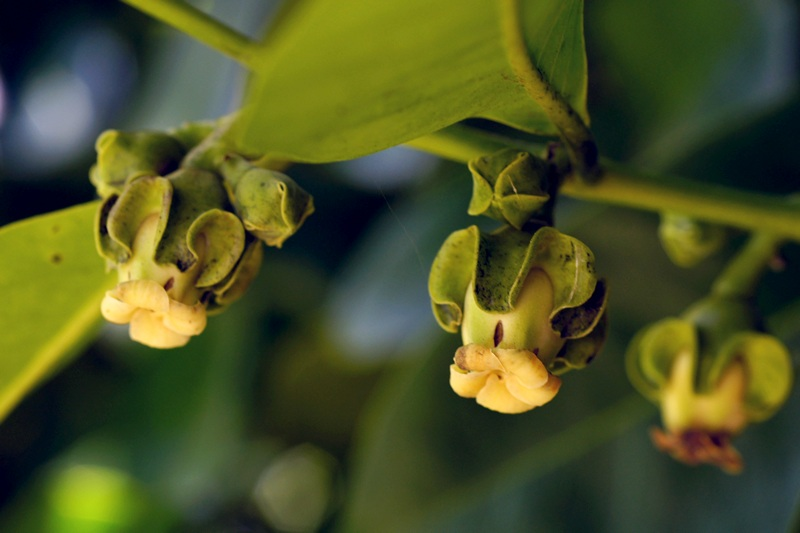
Blüten von Diospyros digyna

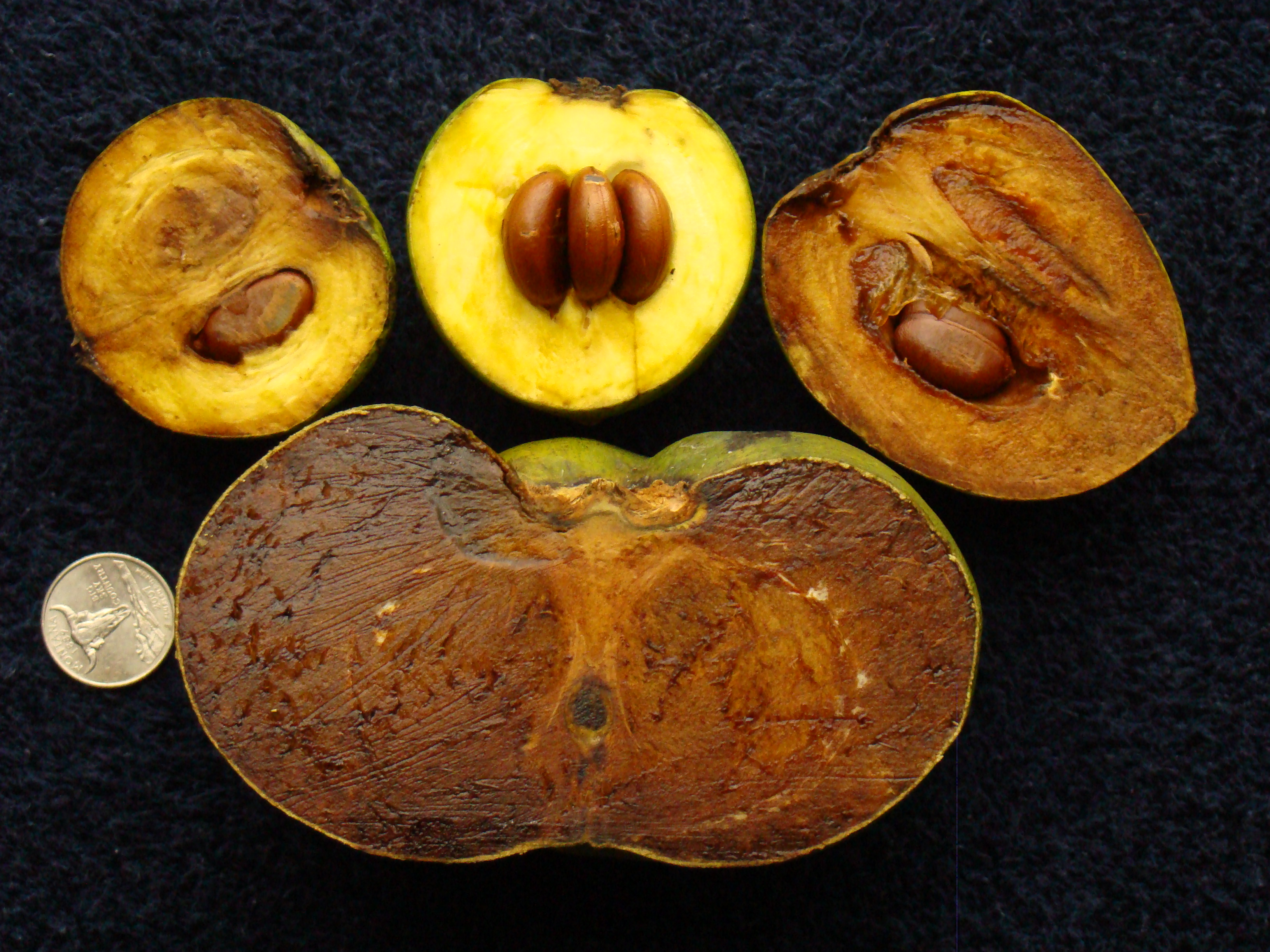
Aufgeschnittene Früchte

Die Schwarze Sapote (Diospyros nigra) ist wie der Kakibaum (Diospyros kaki) ein Vertreter der Ebenholzbäume (Diospyros). Die Heimat dieses immergrünen Laubbaums ist Mexiko und Guatemala. Die Art wird jedoch aufgrund der essbaren Früchte auch in anderen Gebieten in Mittelamerika gepflanzt. Da die Frucht in etwa nach Schokolade beziehungsweise Schokoladenpudding schmeckt, wird sie auch als Schokoladenpudding-Frucht bezeichnet.

## Beschreibung
Die Schwarze Sapote ist ein immergrüner, tief verzweigter und bis 25 Meter hoher Baum mit einer dichten und ausladenden Krone und schwärzlicher, gefurchter bis schuppiger Borke. Es sind kleinere Wurzelanläufe vorhanden.
Die Blätter sind wechselständig angeordnet. Die dunkelgrüne Blattspreite ist elliptisch, länglich oder lanzettlich bis verkehrt-eiförmig, -eilanzettlich, zugespitzt oder abgerundet und zum Grund spitzig verschmälert. Sie ist ganzrandig, kahl, derb ledrig und erreicht eine Länge von 30 Zentimetern und eine Breite von 15 Zentimetern. Die Blattoberseite ist schwach glänzend, die hellere Unterseite matt. Der Blattstiel ist dicklich und etwa 1,5 Zentimeter lang.
Die Blüten sind ein- oder zweigeschlechtig, eine genaue Verteilung ist nicht bekannt. Die Blüten sind kurz gestielt und stehen einzeln oder in Gruppen von bis zu sieben Einzelblüten in den Blattachseln. Der grüne und kahle Blütenkelch ist becherförmig mit vier bis sechs, großen wellig eingebogenen, dicklichen Zipfeln. Die Krone ist eine urnenförmige Röhre mit vier bis sechs kleinen, zurückgeschlagenen, dachziegelig angeordneten und abgerundeten Kronzipfeln. Sie ist 1 bis 1,5 Zentimeter lang und von grün-gelblicher Farbe. Die kurzen Staubblätter sitzen unten in der Kronröhre. Der Fruchtknoten ist oberständig, der Griffel ist kurz mit einer gelappten Narbe.
Als Früchte werden kurzgestielte, rundliche, manchmal leicht rippige Beeren gebildet, die eine Größe von 10–13 Zentimetern oder mehr erreichen können. An der Basis der Früchte bleibt der Blütenkelch erhalten, der eine Größe von 4 bis 5 Zentimeter erreichen kann. Die ledrige Fruchtschale ist glatt, dünn und derb. Die Farbe der Früchte ist anfangs grün, bei Reife grün-braun, bis dunkelbraun, schwärzlich. Das Fruchtfleisch ist anfangs gelblich und wird später schokoladenbraun. Es ist pastös und hat einen milden, süßlich-nussigen Geschmack. In jeder Frucht werden bis zu zwölf Samen gebildet, die sternförmig angeordnet sind, öfter mal sind keine Samen enthalten. Die Samen sind abgeflacht und elliptisch, 20–28 Millimeter lang und bis 18 Millimeter breit mit einer Dicke von bis 8 Millimetern. Die glatten Samenschalen sind hart, minimal texturiert und glänzen orange-braun. Im mexikanischen Tiefland blüht sie im März und trägt von Juli bis September Früchte.

## Verbreitung und Standortansprüche
Die Schwarze Sapote stammt aus Mexiko und Guatemala. Sie wird im südlichen Nordamerika, auf den Westindischen Inseln und auf den Philippinen angebaut. In anderen tropischen und subtropischen Gebieten wird sie selten gepflanzt. Die Schwarze Sapote wächst sowohl im subtropischen Tiefland als auch in höheren Lagen der Tropen. Sie ist empfindlich gegen Frost.

## Systematik und Botanische Geschichte
Die Schwarze Sapote (Diospyros nigra) ist eine Art aus der Gattung der Ebenholzbäume (Diospyros) in der Familie der Ebenholzgewächse (Ebenaceae). Die Erstbeschreibung des Basionyms Sapota nigra erfolgte 1791 durch Johann Friedrich Gmelin in Systema Naturae 750. Die Umteilung in die Gattung Diospyros erfolgte 1825 durch George Samuel Perrottet in Mém. Soc. Linn. Paris 3: 113. Weitere Synonyme sind Diospyros digyna Jacq., Diospyros edulis Lodd. ex Sweet, Diospyros obtusifolia Kunth, Diospyros sapota Roxb., Diospyros nigra Blanco u. a.
Der Gattungsname Diospyros wurde von Carl von Linné eingeführt und bezog sich auf die Lotuspflaume (Diospyros lotus) und die Persimone (Diospyros virginiana). Der Ausdruck stammt aus dem Griechischen und besteht aus den beiden Teilen dios für den Gott Zeus und pyros für Weizen. Der Ausdruck kann also mit „Zeusweizen“ übersetzt werden. In der Antike wurde damit die Echte Mehlbeere (Sorbus aria) oder der Europäische Zürgelbaum (Celtis australis) bezeichnet.

## Verwendung
Das braune Fruchtfleisch reifer Beeren ähnelt Pflaumenmus und kann ohne Zubereitung aus der Fruchtschale gelöffelt oder als Brotaufstrich verwendet werden. Mit Milch oder dem Saft von Zitrusfrüchten zubereitet, wird es als Dessert gegessen, mit Wasser, Milch oder den Säften anderer Früchte gemischt wird es als Getränk verwendet. Der Geschmack der Frucht ähnelt dem von Schokolade. Daher wird die Pflanze gelegentlich auch als Schokoladenpudding-Frucht bezeichnet. Aus vergorenen Früchten können alkoholische Getränke hergestellt werden. Die Früchte sind reich an Vitamin C, Kalzium und Phosphor. Abkochungen von Blättern und Borke sollen gegen Fieber, Hautkrankheiten und Lepra helfen. Das dunkel-gelbe und schwarz gemaserte Holz wird selten zur Herstellung von Möbeln verwendet.
Die Bäume tragen zwei bis drei Monate lang reichlich Früchte. Für den Markt bestimmte Früchte werden noch im grünen Zustand gepflückt und können ohne Kühlung etwa zwei Wochen gelagert werden. Die Vermehrung geschieht üblicherweise durch Samen. In niederschlagsarmen Gebieten werden die Bäume bewässert.